# Чернушка циклоп
Чернушка циклоп (лат. Erebia cyclopius) — вид бабочек из семейства Сатириды.

## Описание
Длина переднего крыла 23—31 мм. Размах крыльев 46—62 мм. Крылья чёрно-бурого цвета. Своё видовое название бабочка получила из-за наличия у вершины переднего крыла единичного крупного тёмного пятна-глазка, имеющего округлую форму, окаймлённого жёлтым, с двумя белыми ядрышками, расположенными внутри него. Нижняя сторона крыльев практически повторяет окраску верхней, отличаются только нижние крылья, на которых снизу расположены две серо-голубые слабо выделяющиеся перевязки.

## Ареал
Ареал вида охватывает таёжную зону Урала, Западной Сибири, простираясь вплоть до Тихого океана, включая северо-восток Китая, Северную Корею, северо-восток Казахстана, лесистые горы Южной Сибири и Монголии, острова Сахалин. Вид приурочен к местообитаниям, представляющим собой хвойную тайгу или её небольшие фрагменты с умеренной влажностью, опушки лесов, и редкие лиственничные леса. Избегает заболоченных мест.
Время лёта бабочек с июня по июль на сырых затенённых лесных участках, избегают прямых солнечных лучей, реже по лесным лугам, придерживаясь лесных опушек. По-видимому, вид имеет двухгодичный цикл развития. Гусеницы развиваются на злаках — пырее. Зимует, вероятно, на стадии гусеницы.

## Подвиды
Вид Erebia cyclopius включает три подвида:
- Erebia cyclopius cyclopius Huang & Murayama, 1992 (Южный Урал, Центральная и Южная Сибирь, Алтай и Саяны, Забайкалье);
- Erebia cyclopius aporia Schawerda, 1919 (Амурский край, Уссурийский край);
- Erebia cyclopius yoshikurana Kishida & Nakamura. 1941 (Сахалин).